# Moritz von Liechtenstein
Moritz Joseph Johann Baptist, prince de Liechtenstein, né le 21 juillet 1775 à Vienne et mort le 24 mars 1819 dans cette même ville, était un feld-maréchal-lieutenant (l'équivalent de général de division) de l'armée autrichienne pendant les guerres de l'Empire.

## Biographie

### Famille
Moritz von Liechtenstein était un membre de la branche dite « de Karli » de la maison de Liechtenstein. Il était le quatrième fils du maréchal prince Karl Borromäus Joseph von Liechtenstein (1730-1789) et de son épouse, Marie Eleonore von Oettingen-Spielberg (1745-1812). Il épousa en 1806 Marie Leopoldine Esterházy de Galánthá (1788-1846), fille du prince hongrois Nicolas II Esterházy (1765-1833) et de Marie-Josèphe-Hermengilde de Liechtenstein, dont il eut trois filles et un fils.
Il était cousin du prince Jean Ier de Liechtenstein. 

### Carrière militaire
Il entra dans la carrière militaire comme sous-lieutenant au 1er régiment de cuirassiers Kaiser le 20 novembre 1792. Promu lieutenant le 1er avril 1793, il fit campagne dans les Pays-Bas à l'état-major et participa la même année à la bataille de Famars et au siège de Valenciennes. Il fut ensuite nommé capitaine en second le 16 mars 1794 et chambellan le 9 juin 1795. À cette période, il opérait avec l'armée autrichienne en Allemagne et prit part au blocus de Mayence le 29 octobre. Il remplit également les fonctions d'aide de camp auprès de l'archiduc Charles avant de gagner ses épaulettes de major en août 1796. Deux ans plus tard, en mars 1798, il fut transféré dans un corps franc de uhlans et devint lieutenant-colonel des uhlans de Schwarzenberg en avril suivant.
Au début de la guerre de la Deuxième Coalition en 1799, le prince de Liechtenstein servit aux batailles d'Ostrach (21 mars) et de Stockach (25 mars), à la prise de Mannheim (18 septembre) et à l'action d'Heidelberg (16 octobre) où il fut blessé. Quelques mois plus tard, il fut élevé au grade de colonel le 22 février 1800. Les hostilités se poursuivaient cependant et le prince combattit notamment à la bataille d'Engen (3 mai), la bataille de Moesskirch (4-5 mai) et à l'action d'arrière-garde de Lambach (19 décembre) contre le général Richepanse, peu après Hohenlinden. Dans ce dernier combat, il fut grièvement blessé et fait prisonnier par les Français. Pour son habileté à conduire son régiment au cours de cette campagne, la croix de chevalier de l'ordre militaire de Marie-Thérèse lui fut décernée le 18 août 1801. 
Au commencement de la  guerre de la troisième coalition en 1805, il fut promu général-major (correspondant alors au grade de général de brigade) le 1er septembre et se vit attribuer le commandement d'une brigade du corps de Schwarzenberg. À Ulm, il fut choisi par le général en chef autrichien Mack pour négocier avec Napoléon et fut fait prisonnier lors de la capitulation de la ville le 20 octobre. Il fut échangé un mois plus tard contre le général Graindorge, ce qui lui permit de prendre part à la bataille d'Austerlitz, le 2 décembre 1805, à la tête d'une brigade de cavalerie mixte (6 escadrons de hussards autrichiens et 9 sotnias de cosaques russes) de l'avant-garde du général Kienmayer, appartenant au corps austro-russe commandé par le général Buxhoeveden. Au cours de la bataille, ses cavaliers furent déployés dans le secteur de Telnitz pour couvrir l'avancée des colonnes austro-russes, permettant à ces dernières de prendre définitivement possession du village.

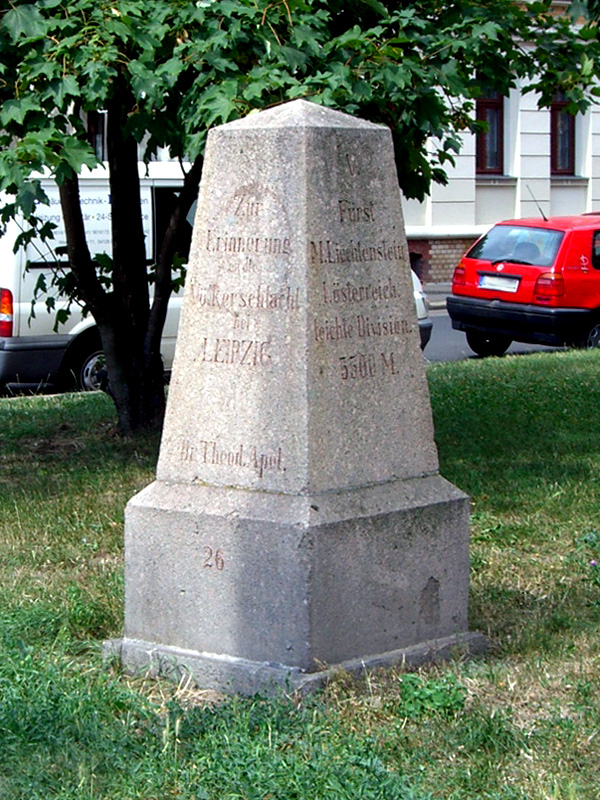
Apelstein no 26 dédié à Moritz von Liechtenstein.

La guerre ayant de nouveau éclaté avec la France en 1809, Moritz Liechtenstein prit, le 16 février, le commandement d'une brigade de la division Vukassovich, attachée au IIIe corps d'armée autrichien. Nommé propriétaire du régiment de cuirassiers no 6 le 17 avril suivant, il participa deux jours plus tard à la bataille de Teugen-Hausen qui opposa le IIIe corps de Hohenzollern aux troupes françaises du maréchal Davout. Dans la matinée, la brigade Moritz Liechtenstein chassa les Français du village d'Hausen et occupa une colline boisée située entre Teugen et Hausen, où elle fut rejointe peu après par la brigade Kayser de la division Lusignan. Ensemble, les deux brigades autrichiennes repoussèrent une première attaque française conduite par le 3e de ligne avant de se replier sur une deuxième colline face à l'assaut du 57e de ligne. Après la mise en échec d'une troisième attaque française et l'arrivée en renfort d'une autre brigade, les Autrichiens tentèrent de reprendre la première colline et y parvinrent au troisième assaut. Davout, arrivé sur les lieux, fit alors appuyer ses soldats par de l'artillerie et les Français reprirent la position. Les troupes autrichiennes, ébranlées par le feu destructeur des canons adverses, reculèrent. Pour rétablir la situation, le général Saint-Julien et le prince Moritz Liechtenstein contre-attaquèrent avec le régiment d'infanterie Kaunitz no 20 mais celui-ci, pris sous un feu intense, essuya de lourdes pertes et dut se replier sur Hausen. Le prince fut grièvement blessé au cours de l'action. Il fut promu feld-maréchal-lieutenant le 27 mai 1809. D'après le témoignage de Friedrich von Gentz, il fut l'un de ceux qui firent le plus pression sur l'archiduc Charles pour l'inciter à se démettre de ses fonctions à la fin de la campagne. 
Pendant la campagne d'Allemagne de 1813, le prince de Liechtenstein commanda la 1re division légère à l'armée de Bohême (4 bataillons et 16 escadrons avec 12 pièces d'artillerie), avec laquelle il qui participa à la bataille de Dresde (26-27 août 1813) et à la bataille de Leipzig, du 16 au 19 octobre 1813, où il prit le village de Kleinzschocher et fut blessé. Ce fait d'armes fut commémoré dans les années 1860 par l’Apelstein, ou « pierre d'Apel », no 26 à Leipzig-Plagwitz. Pendant la campagne de France en 1814, il mit le siège devant Auxerre à la fin du mois de janvier, recula temporairement face à la progression des troupes françaises puis s'empara définitivement de la ville le 9 mars. Il prit enfin part à la bataille de Paris le 30 de ce mois. En 1815, après la dernière abdication de Napoléon, sa division reprit le chemin de la France et stationna à Paris de juillet à octobre. De retour à Vienne au mois de décembre, le prince Moritz Liechtenstein mourut dans cette ville le 24 mars 1819.
Il est décrit comme un soldat vaillant mais au caractère emporté et colérique.

## Sources
- Oleg Sokolov (préf. général Robert Bresse), Austerlitz : Napoléon, l'Europe et la Russie, Commios, janvier 2006, 541 p. (ISBN 2-9518364-3-0)-.